# Luc Manongho
Luc Odelin Manongho, né le 10 janvier 1991, est un judoka gabonais.

## Palmarès
| Année | Compétition            | Lieu         | Résultat | Catégorie       |
| ----- | ---------------------- | ------------ | -------- | --------------- |
| 2019  | Jeux africains         | Rabat        | 3e       | Moins de 100 kg |
| 2020  | Championnats d'Afrique | Antananarivo | 3e       | Moins de 100 kg |